# Nu Pavonis
Nu Pavonis (33 Pavonis) é uma estrela na direção da constelação de Pavo. Possui uma ascensão reta de 18h 31m 22.43s e uma declinação de −62° 16′ 41.5″. Sua magnitude aparente é igual a 4.63. Considerando sua distância de 479 anos-luz em relação à Terra, sua magnitude absoluta é igual a 2.55. Pertence à classe espectral B8III.